# Bernardine Evaristo
Bernardine Anne Mobolaji Evaristo, OBE (Eltham, 1959. május 28. –) brit író és akadémikus. Girl, Woman, Other című regénye 2019-ben Margaret Atwood The Testaments című regényével közösen elnyerte a Booker-díjat, így ő lett az első fekete származású nő, aki elnyerte a Bookert. 2025-ben a korábbi Nők szépprózai díja nyertesei és jelöltjei közül Evaristót választották ki a Női Szépirodalmi Díj Kiemelkedő Hozzájárulás Díj kitüntetettjének, amely a Nők szépprózai díja 30. évfordulója alkalmából egyszeri irodalmi elismerés.
Evaristo a londoni Brunel Egyetem kreatív írásának professzora és a Royal Society of Literature elnöke, a második nő és az első fekete származású személy, aki 1820-as alapítása óta tölti be ezt a szerepet.
Evaristo régóta szószólója a színes írók és művészek bevonásának. Megalapította a Brunel Nemzetközi Afrikai Költészeti Díjat 2012–2022 között, és kezdeményezte a The Complete Works költészeti mentorprogramot 2007–2017 között. Társalapítója volt a Spread the Word írodalmi ügynökségnek Ruth Borthwickkel (1995-től napjainkig) és Nagy-Britannia első fekete női színházi társulatával (1982–1988), a Theatre of Black Women-nel. Megszervezte Nagy-Britannia első jelentős feketeszínházi konferenciáját, Future Histories-t a Black Theatre Forum számára (1995) a Royal Festival Hallban, és Nagy-Britannia első nagy konferenciáját a fekete brit írásokról, a Tracing Paper-t (1997) a Londoni Múzeumban.
Evaristo több mint 77 kitüntetést, díjat, ösztöndíjat, jelölést és egyéb elismerést kapott. Az Oxfordi Egyetem St Anne's College tiszteletbeli tagja, valamint az Amerikai Művészeti és Tudományos Akadémia nemzetközi tiszteletbeli tagja. 2021-ben Sir Richard Eyre utódja lett a Rose Bruford Színházi és Előadóművészeti Főiskola elnöki posztján. Evaristo a Royal Society of Literature (RSL) alelnöke volt, 2020-ban pedig élethosszig tartó alelnöke lett, mielőtt elnök lett (2022–2026). A Brit Birodalom Rendjének (MBE) tagjává nevezték ki a Queen's 2009 Birthday Honours, és a Brit Birodalom Rendjének (OBE) tisztjévé a Queen's Birthday Honours 2020-ban, mindkettőt az irodalomért végzett szolgálatokért.

## Fiatalkora és pályafutása
Evaristo a délkelet-londoni Elthamban született, és Bernardine Anne Mobolaji Evaristo-nak keresztelték el. Woolwichban nőtt fel, nyolc gyermeke közül a negyedikként Jacqueline M. Brinkworth, egy angol, ír és német származású anyától, aki iskolai tanár volt, és egy nigériai apától, Julius Taiwo Bayomi Evaristotól (1927-2001), aki Danny néven brit Kamerunban született, Nigériában nőtt fel, aki 1949-ben Nagy-Britanniába vándorolt, hegesztő és Greenwich kerület első fekete tanácsosa lett a Munkáspártban. Apai nagyapja, Gregorio Bankole Evaristo joruba aguda volt, aki Brazíliából Nigériába hajózott. Vámtiszt volt († 1927). Apai nagyanyja, Zenobia Evaristo, született Sowemima († 1967), a nigériai Abeokutaból származott.
Evaristo 1970 és 1977 között az Eltham Hill Gimnáziumban tanult, és 1972-ben csatlakozott a Greenwich Young People's Theatre-hez (ma Tramshed, Woolwich), amelyről ezt mondta: "Tizenkét éves voltam, és ez a gyermekkorom szülötte volt, hogy egy egész életen át tartó művészeti karrierhez vezetett." A Rose Bruford College of Speech and Drama-ra járt, ahol 1982-ben végzett.
Az 1980-as években Paulette Randallal és Patricia Hilaire-rel együtt megalapította a Theatre of Black Women-t, az első ilyen színházi társulatot Nagy-Britanniában. Az 1990-es években megszervezte Nagy-Britannia első fekete-brit írókonferenciáját, amelyet a Londoni Múzeumban tartottak, és egyben Nagy-Britannia első fekete-brit színházi konferenciáját a Royal Festival Hallban. 1995-ben társalapítója és irányítója volt a Spread the Word-nek, a londoni írófejlesztő ügynökségnek.
Evaristo a Goldsmiths College-ban, a Londoni Egyetemen folytatta továbbképzését, ahol 2013-ban doktorált kreatív írásból. 2019-ben a Greenwichi és Docklandsi Nemzetközi Fesztivál Woolwich-díjasává nevezte ki, újra kapcsolatba került szülővárosával és írt arról, amikor 18 évesen elhagyta. 2022-ben megkapta a "Freedom of the Borough of the Royal Borough of Greenwich" kitüntetést.

## Munkássága

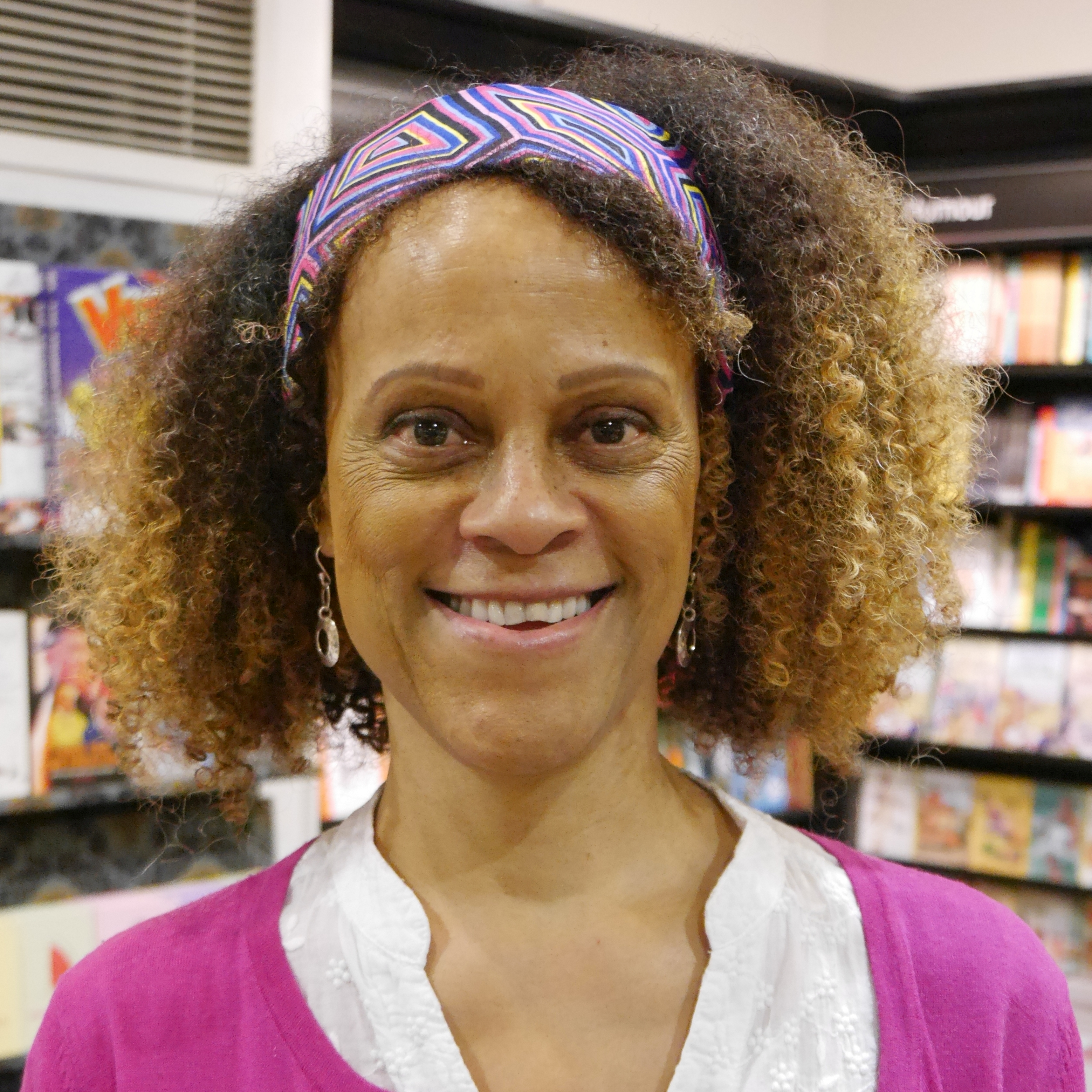
Evaristo, Waterstones Piccadilly London, 2019. december

Evaristo első könyve az Island of Abraham című 1994-es versgyűjtemény volt. Két nem fikciós könyv, valamint nyolc szépirodalmi és verses könyv szerzője lett, amelyek az afrikai diaszpóra aspektusait kutatják. Kísérletezik a formával és a narratív perspektívával, gyakran egyesíti a múltat a jelennel, a fikciót a költészettel, a tényszerűt a spekulatívval, a valóságot pedig az alternatív valóságokkal (mint a 2008-as Blonde Roots című regényében). Verses regénye, a The Emperor's Babe (Pingvin, 2001) egy fekete tinédzser lányról szól, akinek a szülei Núbiából származnak, és a római kori Londonban közel 2000 évvel ezelőtt nagykorúvá váltak. Elnyerte az Arts Council Writers' Award 2000-es díját, 2003-ban a NESTA Fellowship Award-ot, majd 2010-ben a The Times beválasztotta az évtized 100 legjobb könyve közé, és átdolgozták a BBC Radio 4 darabba 2013-ban. Evaristo negyedik könyve, a Soul Tourists (Pingvin, 2005) egy kísérleti regény egy össze nem illő párról, akik Európán át a Közel-Keletre autóznak, és az európai történelem valódi színes alakjainak szellemeit mutatja be.
Blonde Roots (Pingvin, 2008) című regénye egy szatíra, amely megfordítja a transzatlanti rabszolga-kereskedelem történetét, és egy olyan univerzummal helyettesíti, ahol az afrikaiak rabszolgasorba verik az európaiakat. A Blonde Roots elnyerte az Orange Youth Panel Award-ot[36] és a Big Red Read Award-ot, és jelölték a Nemzetközi Dublini Irodalmi Díjra, az Orange Prize-re és az Arthur C. Clarke-díjra.
Evaristo további könyvei közé tartozik a Lara (Bloodaxe Books, 2009, korábbi verziója 1997-ben) című verses regénye, amely családtörténetének több, mint 150 évre visszanyúló kulturális szálát, valamint londoni, vegyes fajú családban eltöltött gyermekkorát fikcionálta. Ez 1998-ban elnyerte az EMMA legjobb regényének díját. Hello Mum (Pingvin, 2010) című novelláját Suffolk megye "The Big Read"-nek választották, és 2012-ben a BBC Radio 4 darabjába adaptálták.
2014-ben megjelent, Mr. Loverman című regénye (Penguin UK, 2013/Akashic Books USA, 2014) egy hétéves karibi londoni lakosról szól, aki egy "closeted" homoszexuális személy, aki a feleségével 50 éves házassága után lehetőségeit mérlegeli. Elnyerte a Publishing Triangle Ferro-Grumley-díjat az LMBT-fikcióért (USA) és a Jerwood Fiction Uncovered Prize díjat. 2015-ben írt és bemutatott egy kétrészes BBC Radio 4 dokumentumfilmet, Fiery Inspiration – Amiri Barakáról, a BBC Radio 4-en.
Evaristo Girl, Woman, Other című regénye (2019. május, Hamish Hamilton/Penguin UK) egy innovatív többszólamú „fúziós fikció”, amely 12 főként fekete brit nőről szól. Életkoruk 19 és 93 év közötti, és kulturális hátterük, szexuális irányultságuk, osztályaik és földrajzi elhelyezkedésük keveréke, a regény pedig felvázolja reményeiket, küzdelmeiket és egymást keresztező életüket. 2019 júliusában a regény bekerült a Booker-díj hosszú listájára, majd bekerült a 2019. szeptember 3-án bejelentett rövidlistára Margaret Atwood, Lucy Ellmann, Chigozie Obioma, Salman Rushdie és Elif Shafak könyvei mellett. Október 14-én a Girl, Woman, Other elnyerte a Booker-díjat Atwood The Testaments című művével együtt. A győzelem révén Evaristo lett az első fekete származású nő, és az első fekete származású brit szerző, aki elnyerte a díjat. A Girl, Woman, Other egyike volt Barack Obama 2019-es 19 kedvenc könyvének és Roxane Gay 2019-es kedvenc könyvének. A regény a 2020-as női szépirodalmi díjra is bekerült.
2020-ban Evaristo elnyerte a British Book Awards: Az év szépirodalmi könyve és az év szerzője díjat, az Indie Book Award for Fiction díjat. 2020 júniusában Evaristo lett az első fekete származású nő és az első fekete származású brit író, aki elérte az első helyet az Egyesült Királyság puhakötésű szépirodalmi slágerlisláin, ahol öt hétig tartotta az első helyet, és 44 hetet töltött a Top 10-ben.
Evaristo felkerült a Powerlist 2021-re, az éves Powerlist 14. kiadására, amely elismeri az Egyesült Királyság legbefolyásosabb afrikai vagy afrikai-karibi örökségeit.
2022-ben a Girl, Woman, Other felkerült a „Big Jubilee Read” 70 könyvét tartalmazó listára, amely a nemzetközösségi írók 70 könyvét tartalmazza, akiket II. Erzsébet platina jubileumának megünneplésére választottak.
Evaristo írásai közé tartozik még rövid fikció, dráma, költészet, esszék, irodalomkritika, valamint színpadi és rádiós projektek. Két könyvét, a The Emperor's Babe (2001) és a Hello Mum (2010) a BBC Radio 4 drámáira adaptálták. Kilencedik könyvét, a Manifesto: On Never Giving Up a Penguin UK (2021. október) és a Grove Atlantic USA (2022) adja ki. Tizedik könyve, a Feminism (2021. november) a Tate Britain (Tate) „Look Again” című sorozatának része (Tate Publishing). Személyes áttekintést nyújt a brit színes bőrű nők művészetének reprezentációjáról a galéria közelgő nagy átalakítása keretében. 2020-ban Evaristo együttműködött Valentinóval a Collezione Milano gyűjteményükön, és költői szöveget írt a gyűjtemény fotóihoz, Liz Johnson Artur fotóstól, amelyet dohányzóasztal-könyvként adtak ki (Rizzoli, 2021).
Evaristo számos cikket, esszét, fikciót és könyvismertetőt írt olyan kiadványokhoz, mint például: The Times, Vanity Fair, The Guardian, The Observer, The Independent, Vogue, Harper's Bazaar UK, The Times Literary Supplement, Conde Naste Traveller, Wasafiri , és a New Statesman. A New Daughters of Africa: Afrikai származású nők írásainak nemzetközi antológiája (2019) munkatársa, szerkesztette Margaret Busby.

## Szerkesztő
Evaristo vendégszerkesztette a The Sunday Times Style magazint 2020 júliusában, amelyben számos fiatal művész, aktivista és előremutató személy szerepelt. Néhány évvel korábban vendégszerkesztője volt az Mslexia magazin 2014. szeptemberi számának, a Poetry Society of Great Britain, a Poetry Review (2012) centenáriumi téli számának, „Sértő frekvenciák” (Offending Frequencies) címmel; a Wasafiri magazin Black Britain: Beyond Definition (Routledge, 2010) különszáma, Karen McCarthy Woolf költővel; A Ten fekete és ázsiai költők antológiája, Daljit Nagra költővel (Bloodaxe Books, 2010), 2007-ben pedig társszerkesztője volt a New Writing Anthology NW15-nek (Granta/British Council). Evaristo az 1990-es években a FrontSeat interkulturális magazin szerkesztője is volt, és az egyik szerkesztője a Black Women Talk Poetry antológiának (amelyet 1987-ben a Black Womantalk Poetry kollektíva adott ki, amelynek Evaristo is tagja volt) Nagy-Britannia első ilyen tartalmas antológiája, amelyben 20 költő közül Jackie Kay, Dorothea Smartt és Adjoa Andoh között.
2020 októberében bejelentették, hogy az Evaristo új könyvsorozatot készít Hamish Hamiltonnal a Penguin Random House kiadónál, a „Black Britain: Writing Back” címmel, amely magában foglalja a múlt könyveinek visszahozását és forgalomba hozatalát. Az első hat könyv, a regények 2021 februárjában jelentek meg, köztük a Minty Alley (1936) C. L. R. Jamestől és a The Dancing Face (1997) Mike Phillipstől.

## Médiaszereplések
Evaristo két nagy művészeti televíziós dokumentumfilm-sorozat témája volt: a South Bank Show, Melvyn Bragggel (Sky Arts, 2020. ősz) és az Imagine, Alan Yentobbal ("Bernardine Evaristo: Never Give Up", BBC One, 2021. szeptember). Sok más interjút is adott, többek között a HARDtalk számára Stephen Shakurral (BBC World, 2020) és a This Cultural Life-nak John Wilsonnal (BBC4, 2021. november). 2020-ban a Profile (BBC Radio 4, 2019) és a Desert Island Discs témája is volt a BBC Radio 4-en, Lauren Laverne interjúval. 2015-ben Evaristo írt és bemutatott egy kétrészes BBC Radio 4 dokumentumfilmet Fiery Inspiration: Amiri Baraka and the Black Arts Movement címmel.
Nagy-Britanniában számos podcast-szereplése között van Adwoa Aboah, Samira Ahmed, Elizabeth Day, Grace Dent, Annie MacManus, Graham Norton, James O'Brien, Natalie Portman, Jay Rayner, Simon Savidge, Pandora Sykes és Jeremy Vine által készített interjú.
A Booker-díj elnyerését követő két hónapban Evaristo azt írta, hogy több interjút kapott, mint pályafutása során.

## Tanítás és túrázás
Evaristo 1994 óta tanít kreatív írást. 2015-ben számos írási ösztöndíjat és rezidenciát kapott, köztük a Montgomery-ösztöndíjat a hanoveri Dartmouth College-ban, New Hampshire-ben; a Washington DC-i Georgetowni Egyetem Brit Tanácsa számára; Barnard College/Columbia Egyetem, New York; University of the Western Cape, Dél-Afrika; a Virginia Művészeti Fesztiválon (Virginia, USA), valamint a University of East Anglia (Egyesült Királyság) írói ösztöndíjasa. A University of East Anglia-Guardian "Hogyan mesélj el egy történetet" kurzust oktatott négy évadon keresztül Londonban 2015-ig. Evaristo a londoni Brunel Egyetem kreatív írásának professzora, 2011 óta tanít az egyetemen.
1997 óta több mint 130 nemzetközi írói felkérést fogadott el. Ezek magukban foglalják az írói rezidenciát és a látogatási ösztöndíjakat, a British Council túráit, a könyves túrákat, a kreatív írás tanfolyamokat és workshopokat, valamint számos konferencián és irodalmi fesztiválon tartott vitaindító előadásokat, előadásokat és paneleket. 2017-ben és 2018-ban elnökölt a British Council 32. és 33. berlini irodalmi szemináriumán. 2020. szeptember 30-án előadást tartott a New Statesman/Goldsmiths-díjról. 2020 októberében a Frankfurti Könyvvásár Publishing Insights konferenciáján tartotta a nyitóbeszédet, amelyben arra szólította fel a kiadókat, hogy vegyenek fel több embert, akik a közösségek szélesebb körét képviselik. akik a kliséken és a sztereotípiákon túl keresnek valamit."

## Egyéb tevékenységek
A Brunel International African Poetry Prize megalapítása mellett számos díjat ítélt meg. 2012-ben a Caine-díj afrikai írásáért és a Commonwealth Short Story Prize zsűrijének elnöke volt. 2021-ben a Női Szépirodalmi Díj zsűrijének elnöke volt.
2006-ban Evaristo kezdeményezte a Művészeti Tanács által finanszírozott, a Spread the Word írófejlesztő ügynökség által készített jelentést arról, hogy a fekete és az ázsiai költők miért nem jelennek meg az Egyesült Királyságban, amelyből kiderült, hogy az összes megjelent költészet kevesebb mint 1 százaléka származik színes szerzőktől.
Amikor a jelentés megjelent, ő kezdeményezte a The Complete Works költészeti mentorprogramot Nathalie Teitlerrel és a Spread the Word-del. Ebben a nemzeti fejlesztési programban 30 költőt mentoráltak, egy-két éven keresztül, és sokan könyvet adtak ki, díjat nyertek és komoly elismerésben részesültek költészetükért.
Evaristo különböző szervezetek tanácsaiban és tanácsadó bizottságaiban is részt vett, így 2017 óta a Council of the Royal Society of Literature, az Arts Council of England, a London Arts Board, a British Council Literature Advisory Panel, a Society of Authors, a Poetry Society (elnök) és a Wasafiri nemzetközi irodalmi magazin. Evaristót 2021 végétől (elődje, Dame Marina Warner nyugdíjba vonulását követően) választották meg a Royal Society of Literature elnökévé, ő lett az első színes bőrű író, és csak a második nő a Társaság 200 éves történetében, és a bejelentéskor kijelentette: "Az irodalom nem luxus, hanem nélkülözhetetlen civilizációnk számára. Ezért nagyon büszke vagyok arra, hogy egy ilyen előkelő és erőteljes irodalmi szervezet alakja lehetek, amely ilyen aktívan működik és sürgősen elkötelezett amellett, hogy Nagy-Britannia minden demográfiai és földrajzi helyéről a kiemelkedő írók legszélesebb körét befogadja, és hogy irodalmi projekteken keresztül elérje a marginalizált közösségeket, beleértve a fiataloknak az iskolákban való bemutatását Nagy-Britannia vezető íróinak, akik meglátogatják őket, tanítanak és megvitatják munkájukat." A Sky Arts nagyköveteként Evaristo a Sky Arts RSL Writers Awards élén áll, mentorálást biztosítva az alulreprezentált írások számára rs.
Sal Idriss fotós Evaristo portréja (2002) a londoni National Portrait Gallery gyűjteményében található.

## Magánélete
Feleségül ment David Shannon íróhoz, akit 2006-ban ismert meg, és akinek debütáló regénye 2021 márciusában jelent meg.

## Díjak és elismerések
- 1999: EMMA Best Book Award for Lara[125]
- 2000: Arts Council England Writer's Award 2000, for The Emperor's Babe[52]
- 2002: UEA Writing Fellow, University of East Anglia(wd)[126]
- 2003: National Endowment of Science, Technology and the Arts (NESTA) Fellowship Award[125]
- 2004: Elected a Fellow, Royal Society of Literature(wd) (est.1820)[127]
- 2006: British Council Fellow, Georgetown University, USA[125]
- 2006: Elected a Fellow, Royal Society of Arts (est.1754)[52]
- 2009: Arthur C. Clarke Award, nominated for Blonde Roots[52]
- 2009: Awarded an MBE in the Queen's Birthday Honours List(wd) for services to Literature[128]
- 2009: Big Red Read Award, Fiction and overall winner for Blonde Roots[31]
- 2009: International Dublin Literary Award, nominated for Blonde Roots[129]
- 2009: Orange Prize for Fiction, nominated for Blonde Roots[52]
- 2009: Orange Prize Youth Panel Award for Blonde Roots[130][131]
- 2010: Hurston/Wright Legacy Award, USA (finalist)[132]
- 2010: Poetry Book Society Commendation for Ten, co-edited with Daljit Nagra[133]
- 2010: The Emperor's Babe, The Times (UK) "100 Best Books of the Decade"[46]
- 2014: Jerwood Fiction Uncovered Prize[58]
- 2015:  The Montgomery Fellow, Dartmouth College, USA[134]
- 2015: Triangle Publishing Awards: Ferro-Grumley Award for LGBT Fiction, USA[135]
- 2017: Elected an Honorary Fellow, the English Association[43] (est.1906)
- 2018: Elected a Fellow of Rose Bruford College of Theatre & Performance[136][137]
- 2019: Financial Times: list of 14 women gamechangers
- 2019: Goodread's Choice Award Best Fiction (finalist)[138]
- 2019: Gordon Burn Prize (finalist)
- 2019: Winner of the Booker Prize for Girl, Woman, Other[67][139]
- 2020: Australian Book Industry Awards (nominated)
- 2020: Awarded an Officer of the Order of the British Empire in the Queen's 2020 Birthday Honours for services to literature[140]
- 2020: British Book Awards: Author of the Year
- 2020: British Book Awards: Fiction Book of the Year
- 2020: Elle 50 – list of Britain's gamechangers[141]
- 2020: Ferro-Grumley Award USA (finalist)
- 2020: Gold Medal of Honorary Patronage (est. 1683), Trinity College Dublin
- 2020: Indie Book Award for Fiction
- 2020: Le Prix Millepage, France
- 2020: Lifetime Honorary Fellow, St Anne's College(wd), University of Oxford[142]
- 2020: Lifetime Vice President, Royal Society of Literature(wd)
- 2020: Orwell Prize (finalist)
- 2020: Reading Women Award
- 2020: The Bookseller 150 power list[143]
- 2020: The Glass Bell Awards (finalist)
- 2020: The Vogue 25 for 2020 – list of Britain's 25 most influential women
- 2020: Visionary Honours Awards – finalist for Girl, Woman, Other[144][145]
- 2020: Voted one of 100 Great Black Britons[146]
- 2020: Women's Prize for Fiction (finalist)
- 2021: European Literature Award, Holland (finalist)
- 2021: Freedom of the Borough Award, Royal Borough of Greenwich[147]
- 2021: GG2 Woman of the Year Award
- 2021: Glamour magazine Woman of the Year, Gamechanging Author Award
- 2021: Honorary International Fellow, American Academy of Arts & Sciences(wd) (est. 1780)
- 2021: International Dublin Literary Award(wd) (finalist)
- 2021: Nielsen(wd) Gold Bestseller Award[148]
- 2021: Person of the Year – as the 151st honoree of The Bookseller's 150 Power List.
- 2021: Premio Gregor von Rezzori (Italy) (finalist)
- 2021: Premio Lattes Grinzane (Italy) (finalist)
- 2021: President of Rose Bruford College of Theatre and Performance
- 2021: The UK Black Powerlist(wd) 100
- 2021: The Bookseller(wd) 150 power list[149]
- 2021: Vanity Fair(wd) magazine Challenger Award
- 2022: Appointed President, Royal Society of Literature (2022–2026)[150]
- 2022: Bestsellery Empiku Award (Poland) – finalist
- 2022: Forbes "50 over 50" honoree for the Europe, Middle East & Africa region
- 2022: Honorary Doctor of Arts and Letters, Kings College London
- 2022: Honorary Doctor of Letters, Queen Mary University of London[151]
- 2022: Honorary Doctor of Letters, Glasgow Caledonian University(wd)
- 2022: Honorary Doctor of Letters, University of Greenwich(wd)
- 2022: Honorary Fellow, Goldsmiths(wd), University of London(wd) 2022: Honorary Doctor of Arts, London South Bank University
- 2022  Honorary Fellow, CILIP(wd), The Library and Information Association
- 2022: Plebiscyt Ksiazka Roku 2021/ Literatura Piekna (Poland) for Girl, Woman Other – finalist
- 2022: Sky Arts: Britain's 50 Most Influential Artists of the Past 50 years (No. 26)
- 2022: Soho House Awards: Writer
- 2022: Stylist magazine Remarkable Women Awards: Writer of the Year
- 2022: The UK Black Black Powerlist 100
- 2022: Visionary Honours Book of the Year 2021 – finalist for Manifesto
- 2023: Prix de Libraires du Quebec, Canada – finalist
- 2023: Grand Prix des Lecteurs, France – finalist
- 2023: The UK Black Powerlist(wd) 100
- 2024 The UK Black Powerlist 100 (4th year)

- 2025: Women’s Prize Outstanding Contribution Award, to mark the 30th anniversary year of the Women's Prize for Fiction[152]

## Tudományos kitüntetések
- 2014: Appointed The Public Orator, Brunel University London(wd)
- 2015: CBASS Award for Excellence, Brunel University London
- 2017: Teach Brunel Award, Brunel University London
- 2020: Vice Chancellor's Award for Staff, Brunel University London
- 2022: CBASS Lecturer of the Year, Brunel University London[153]

## Könyvei
- 1994: Island of Abraham (poems, Peepal Tree Press; ISBN 978-0948833601)
- 1997: Lara(wd) (novel, Angela Royal Publishing; ISBN 9781899860456)
- 2001: The Emperor's Babe(wd) (verse novel, Hamish Hamilton/Penguin; Penguin USA, 2002; ISBN 978-0140297812)
- 2005: Soul Tourists(wd) (novel, Hamish Hamilton/Penguin; ISBN 978-0140297829)
- 2008: Blonde Roots(wd) (novel, Hamish Hamilton/Penguin; Riverhead/Penguin USA, 2009; ISBN 978-0141031521)
- 2009: Lara (new, expanded edition, (Bloodaxe Books; ISBN 978-1852248314)
- 2010: Hello Mum(wd) (novella, Penguin UK; ISBN 978-0141044385)
- 2014: Mr Loverman(wd) (novel, Penguin UK; Akashic Books; ISBN 978-1617752896)
- 2019: Girl, Woman, Other(wd) (novel, Hamish Hamilton/Penguin; ISBN 978-0241364901)
- 2021: Manifesto: On Never Giving Up(wd) (memoir, Hamish Hamilton/Penguin Books; ISBN 978-0241534991)
- 2021: Feminism (Look Again Series, Tate Galleries Publishing; ISBN 978-1849767163)

## Színdarab
- 1982: Moving Through, a choral dramatic poem, Talking Black Festival, Royal Court Theatre(wd) Upstairs
- 1982: Tiger Teeth Clenched Not to Bite, a poetic monologue. Theatre of Black Women, the Melkweg(wd), Amsterdam
- 1983: Silhouette, an experimental verse drama. Theatre of Black Women(wd) tour. Co-writer: Patricia St. Hilaire[154]
- 1984: Pyeyucca, an experimental verse drama. Theatre of Black Women tour. Additional material: Patricia St. Hilaire[155][156]
- 2002: Medea – Mapping the Edge. Verse drama. Wilson Wilson Company at Sheffield Crucible Theatre and BBC Radio Drama(wd)[157]
- 2003: Madame Bitterfly and the Stockwell Diva. Verse drama. The Friday Play, BBC Radio 4(wd), starring Rudolph Walker(wd), Clare Perkins(wd), Doña Croll(wd)
- 2020: First, Do No Harm, a poetic monologue, Old Vic Theatre(wd) online, directed by Adrian Lester and produced by Lolita Chakrabarti(wd), starring Sharon D. Clarke(wd).[158][159]

## Novellák
- 1994: "Letters from London" in Miscegenation Blues: voices of mixed-race women, edited by Carol Camper (Sister Vision Press)[160]
- 2005: On Top of the World (BBC Radio 4(wd))
- 2006: "Ohtakemehomelord.com" in The Guardian's annual short story supplement (July)[161]
- 2008: "A Matter of Timing", The Guardian[162]
- 2010: "On Top of the World", The Mechanics Institute Review, Issue 7 (Birkbeck, University of London(wd))[163][164]
- 2011: "I Think I'm Going Slightly Mad" in One for the Trouble, The Book Slam Annual, edited by Patrick Neate (Book Slam Productions)[165]
- 2014: "Our Billy, (or should it be Betty?)" in Letter to an Unknown Soldier, 14–18 NOW UK WW1 Centenary Art Commissions (William Collins/HarperCollins)[166]
- 2015: "Yoruba Man Walking" in Closure: a new anthology of contemporary black British fiction, edited by Jacob Ross(wd) (Peepal Tree Press)[167]
- 2016: "The Human World" in How Much the Heart Can Hold, edited by Emma Herdman (Hodder & Stoughton)[168]
- 2020: "Star of the Season", British Vogue(wd)[169]
- 2020: "The White Man's Liberation Front", New Statesman(wd)[170]

## Magyarul
- Ófrika Rulez! (Blonde Roots) – K.u.K, Budapest, 2010 · ISBN 9789639887275 · Fordította: Boda András
- A lány, a nő, a többiek (Girl, Woman, Other) – Európa, Budapest, 2021 · ISBN 9789635045136 · Fordította: Kállay Eszter

## Fordítás
- Ez a szócikk részben vagy egészben  a   Bernardine Evaristo című angol Wikipédia-szócikk fordításán alapul.  Az eredeti cikk szerkesztőit annak laptörténete sorolja fel. Ez a jelzés csupán a megfogalmazás eredetét és a szerzői jogokat jelzi, nem szolgál a cikkben szereplő információk forrásmegjelöléseként.